# 陳拱北 (1917年)
陳拱北（1917年12月27日—1978年2月23日），臺灣臺北市松山區人，公衛學者，創辦台大醫學院公共衛生學系和研究所，被譽為「台灣公衛之父」，因在臺灣建議以碘鹽作食用鹽預防甲狀腺腫、調查嘉南烏腳病等貢獻，去世後得到第三屆醫療奉獻獎特殊獎。

## 生平

### 投入公衛教育
陳拱北為1917年12月27日出生於台北松山基督徒家庭，家族與馬偕、楊志良有姻親關係。祖父陳能是四獸山煤礦礦主、父親陳復禮是日治時代第二任松山區區長，兩人在1895年詹振抗日事件時曾向日軍講情，讓錫口街得以倖免。
1942年，陳拱北自慶應大學醫學院畢業之後，隔年就返回台北，進入台北帝國大學醫學部，有感於當時公共衛生觀念之貧乏，在妻子柯秀貞全力支持下，決定投入預防醫學之研究工作。他曾提醒慶應大學同學郭章垣回來臺灣後要小心，但郭章垣依然在二二八事件時被處死，其餘同業盧炳欽、潘木枝、黃朝生、張七郎等人也遭殺害。
1950年代，陳拱北在美援會贊助下，與李登輝同時到美國進修，日後兩人在後來工作上，仍有不少交集。陳拱北取得明尼蘇達大學取得公共衛生碩士後，再回慶應大學得博士學位。
1955年6月，陳拱北創辦了台大醫學院公共衛生學系和研究所，擔任主任直到1972年卸任止。該研究所係由台灣總督府熱帶醫學研究所改制編入台灣大學，因此早年編制近似醫學院，與其他研究所不同，擁有自己的事務組員、人事管理員、會計管理員及多名技士、辦事員。在任期間，他完成公共衛生人員進修班三十二屆，共培育各地衛生局、所醫師、牙醫、藥師、護士助產士、衛生稽查員、行政人員及衛生工程師共947名，也協助軍醫接受公衛訓練，共結訓軍醫138名。台大醫科畢業學生捨臨床轉讀公共衛生的第一人林瑞雄，回憶當年他還是醫科學生時，陳拱北特別允許他隨時到辦公室翻閱流行病學和統計的書籍，待考上研究所，便跟隨教授上山下海從事流行病學調查。同事會以「K. P」稱呼陳拱北，他自己自嘲就是「乾杯」教授的簡稱。但育有三男一女的妻子不喜歡他喝酒，所以他每次應酬喝酒後，要司機將車停在居處的饒河街路邊，待酒氣消減才得返家。前台大醫學院院長魏火曜回想，陳教授很和善，人緣極好，許多醫學院做不了的事，大家都會推派他出面接洽，他也通常都能圓滿完成任務，而不以教授的威權去叫人信服，凡有人、有事求於他，他總會儘力去做，從不叫人為難，台大人尊稱他為「教授中的教授」。
陳拱北為培植師資，保荐教師出國進修，便籌設台北公共衛生教學示範中心，提供學員和教師實地觀摩和臨床經驗。因培養公共衛生人才眾多，他被醫界稱為「台灣公衛之父」。

### 預防甲狀腺腫
早在1915年，有「台灣醫學之父」之稱的堀內次雄接掌臺灣總督府醫學校校長，致力於研究臺灣傳染病的防治，並曾發現臺灣人有甲狀腺腫、和腳氣病的普遍現象。
1956年9月18日，陳拱北會同美籍專家江建博士等，率領台灣大學二十多位醫學研究生，前往竹東鎮調查流傳於竹北、芎林、竹東、橫山一帶稱為「大喉瘤」的怪病。在這一連串的實地調查後，陳教授發現六家、芎林鄉的甲狀腺腫盛行率，但與這兩地區僅一水之隔的竹東近郊，卻只有10%到20%，顯然與地區有關。
二十世紀中葉，對於患甲狀腺腫病的原因，有不同的說法，有認為是土地上或水中缺碘，或個體機能的差異，或由於毒物引起。據當時印度的調查發現地形對甲狀腺腫病也有影響，越近山地形越高的地帶，患病率越低。但從臺灣四縣六十一鄉鎮調查的地形分析，與印度的情況相反，近海的甲狀腺腫病率最低，其次是沿海的鄉鎮，近山高原的鄉鎮居第三，沿著山地的十七個鄉鎮患病率最高。也就是越近山，甲狀腺腫患病率也越高。
陳拱北研判這些數據後，大膽嘗試在新竹山區居民的食用鹽中加碘，獲農復會支持後，於1958年實施，前後歷時三年。當時參加計畫、時任新竹縣衛生院的張火生，回憶那時在食鹽加碘的機械都沒有，而是委託台大機械系代為設計後，設在竹北鄉農會倉庫，並找來供應竹北和芎林鄉食鹽經銷商周水柳配合。結果實驗地區的一般民眾甲狀腺腫盛行率，男性由21.6%降為5.1%，女性由40.9%降為21.2%，男學童44.8%降為2.8%，女學童性則由58.6%降為5.7%。
1964年，聯合國兒童基金會撥款美金八萬元協助臺灣撲滅甲狀腺腫大病症，並贈送六台食鹽加碘機、碘化鈣六噸及汽車一輛，於該年9月甲狀腺腫患者較多的中臺灣新竹、苗栗、台中、南投四縣市。1966年，聯合國捐助約十萬美元的機器設備，分別裝設在布袋鹽場、七股鹽場專作加碘之用，當年7月開始供應加碘鹽，其最初二年所有加碘費用，全由聯合國負擔，二年後改由鹽務總局負擔。因臺鹽具有完善鹽務制度，使得全面性食鹽加碘容易實施，在1960年代末，臺灣成了亞洲第一個實施全面在食用鹽加碘的地區。

### 調查烏腳病症
1950年代末期，臺灣西南沿海的北門、布袋、學甲和義竹等地，開始出現烏腳病，於是王金河將嘉南沿海地帶該病嚴重攀升的報告給陳拱北。1958年2月，在臺大醫院院長高天成號召下組成烏腳病調查隊，成員有陳萬裕、陳拱北、吳新英、曾文賓及許見來等。陳拱北至當地挨家挨戶將所有及疑似病患姓名、地址造冊，尋線查訪，找出發病與飲食的關係，調查工作直到他去世為止。
曾任台大公共衛生學院流行病學研究所長陳建仁表示，他之所以投身於公衛領域，即因學生時代即受陳拱北、吳新英教授等人的影響，他們在戰後有恐於臺灣衛生落後，傳染病此仆彼起，毅然深入偏遠鄉間及海邊展開公衛調查，包括瘧疾、霍亂、烏腳病、肺結核、肝癌等研究。和陳拱北同是烏腳病調查團成員、後來甚至因此意外中失去半身行動的吳新英，回憶下鄉時他們都住在簡陋的當地旅社，飲食等生活十分不便，但是陳教授從不以為苦，還在訪談一天患者後，玩起棋牌而忘了休息。
陳拱北的研究團隊發現烏腳病流行鄉鎮的居民使用兩種井水，一種是大約只有3到5公尺深、水質帶鹹、可用桶子取水的淺井，另一種是深約30到100公尺、與地下水層接觸的深井。由於深井取出的水質是淡水，所以當地人經常飲用，也因此特別容易得到烏腳病。研究團隊發現深井水的砷含量特別高之後，陳拱北就像向政府提出建言，由省政府衛生處開始著手將烏山頭水庫和德基水庫引到西南沿海烏腳病盛行地區，使得烏腳病不再流行於當地。
因在公衛教學的成果，聯合國聘請陳拱北為顧問，派往菲律賓、韓國、越南等地，指導當地公共衛生行政和改善鄉村衛生。他也是臺灣首位獲哈佛大學Cutter演講會邀請做特別演講的學者，繼他之後第二位受邀者就是其學生陳建仁。

### 製作癌症地圖
陳拱北以臺灣經濟的快速發展、生活方式的大幅改善和國民壽命的延長預測，癌症將成為臺灣人健康最大的敵人，因而專程赴美蒐集相關資料，並訂定了中華民國癌症防治計畫。1977年11月底，他準備到國外參加一項醫學會，卻發現身體不適，就到台大醫院檢查，於12月6日開始住院。身兼台大醫學院癌症預防中心總幹事的他，入院前一天，還作了一場防癌的演講。
在由外科主任許書劍召集的手術小組開刀後，發現是早期難以診斷、手術難以切除的胰臟癌，且癌細胞已蔓延開來，到無法切除的程度。醫師不敢告訴真相，便對陳老師說謊是胰臟炎。當陳拱北住在醫院度過六十一歲的生日，吩咐家屬拿著壽餅分送給醫學院和醫院的相熟同事，許多接到他壽餅的人難過得想哭出來。
至農曆年前，陳拱北開始在病房交待他手上沒處理完的公事。他並在病榻上主持製作戰後台灣第一幅癌症地圖，做為研究之用。這張癌症地理分佈圖是與吳新英、葉金川、鄭玉娟共同製作，取名為「台灣地區鄉鎮市區及其他分類地區別各種癌症死亡率彩色地圖」，統計1968年至1976年臺灣人癌症死亡率，顯示烏腳病盛行的鄉鎮有肺癌、肝癌、膀胱癌、腎癌和前列腺癌死亡率偏高的現象，暗示深井水的高砷含量扮演多發性致癌的角色，以及胃癌死亡率在山地鄉明顯偏高暗示原住民的生活飲食習慣。
過完年後，1978年2月23日，陳拱北病情急轉直下，臺大醫院急救延到中午，宣告不治，次日依遺言作病理解剖。

## 身後
1993年2月15日，第三屆醫療奉獻獎評審委員會公布陳拱北獲得今年醫療奉獻獎特別貢獻獎，其推舉理由是：陳拱北主張在食鹽中加碘，才使三、四十年前臺灣盛行的甲狀腺腫大逐步消失；有關烏腳病因與癌症關係，也是依陳拱北調查而揭開謎題；最值得一提的是陳拱北對臺灣醫療制度、公共衛生教育的開創，尤其是後者，臺灣所有醫療界的領導者、公衛生學界、衛生政策決定者，例如衛生署長張博雅、副署長葉金川、臺大教授楊志良、陽明醫學院教授藍忠孚等，幾乎都是他的高足。
當李登輝在1993年3月26日以總統身分見本屆醫療奉獻獎得主時，特別向代表特別貢獻獎得主出席的陳拱北夫人致意，並說出他與陳教授相識的一段淵源。
由陳拱北預防醫學基金會贊助出版的《發現台灣公衛行腳》於2001年3月19日問世，講述陳拱北等人的奉獻。2016年3月11日，台灣大學公衛學院舉行《永遠的陳拱北》新書發表會。
2021年5月15日，位於松山松河街68號之陳拱北故居心曠神怡洋樓（陳復禮洋樓）遭拆除大半後，由臺北市政府指定為暫定古蹟，中止拆除作業。9月27日，台北市文化資產審議委員薛琴、郭瓊瑩等人的審查會議上，通過列市定古蹟，但被家族提出訴願。